# Poudenx
Poudenx – miejscowość i gmina we Francji, w regionie Nowa Akwitania, w departamencie Landy.
Według danych na rok 1990 gminę zamieszkiwało 191 osób, a gęstość zaludnienia wynosiła 26 osób/km² (wśród 2290 gmin Akwitanii Poudenx plasuje się na 986. miejscu pod względem liczby ludności, natomiast pod względem powierzchni na miejscu 1253.).